# Giscard (Toulouse)
Pour les articles homonymes, voir Giscard (homonymie).

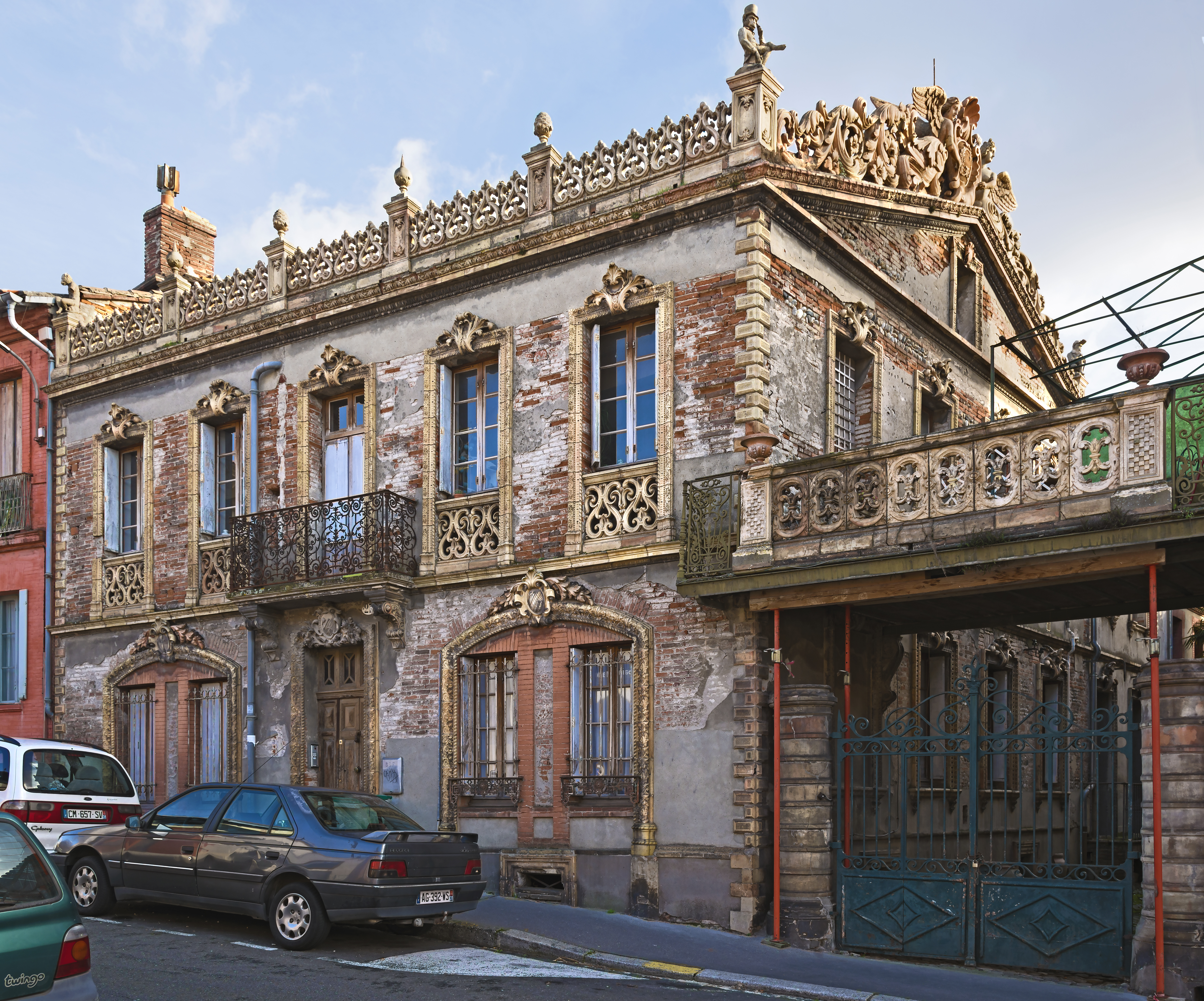
Le 25 avenue de la Colonne

La famille Giscard est une famille de sculpteurs et de manufacturiers toulousains, producteurs d'ornements architecturaux et sculptures, profanes comme religieux, en terre cuite,.  
Pour les églises et chapelles, la manufacture Giscard commercialise des œuvres de style saint sulpicien, forme d'art chrétien en vogue de la seconde moitié du XIXe siècle jusqu'au début du XXe siècle. Elle réalise notamment le célèbre et énigmatique décor de l'église de Rennes-le-Château. 
Avec les Virebent dont ils sont concurrents, la manufacture Giscard est à l'origine de la plupart des ornements de l'architecture néo-classique toulousaine.  

## Jean-Baptiste Giscard (1818-1906)
Le fondateur de la lignée de sculpteurs-briquetiers a d'abord été mouleur-statuaire chez Virebent, avant de se mettre à son compte en 1855, au 25 avenue de la Colonne.

## Bernard Giscard (1851-1926)
Fils de Jean-Baptiste Giscard, il développe l'entreprise et l'oriente vers l'art sulpicien. Artiste sculpteur, il crée de nombreuses œuvres pour l'entreprise : chemins de croix, autels, bénitier, statues...C'est sous sa direction qu'est décorée l'église de Rennes-le-Château

## Henri Giscard (1895-1985)
Autre fils de Jean-Baptiste Giscard, il fait l'École des Beaux-Arts, obtient un second prix de Rome, expose au Salon des artistes français.

## Joseph Giscard (1931-2005)
Petit-fils du fondateur de la manufacture et fils d'Henri Giscard, il fait lui aussi l'École des Beaux-Arts et continue l'entreprise familiale. Il fait de la maison familiale avenue de la Colonne un véritable musée de l'ornementation de terre cuite. Il décède en 2005 et a fait don de sa maison à la ville de Toulouse. 